# Hemidactylus oxyrhinus
Hemidactylus oxyrhinus är en ödleart som beskrevs av  George Albert Boulenger 1899. Hemidactylus oxyrhinus ingår i släktet Hemidactylus och familjen geckoödlor. IUCN kategoriserar arten globalt som livskraftig. Inga underarter finns listade i Catalogue of Life.